# Мартин у облацима
Мартин у облацима је југословенски филм први пут приказан 25. марта 1961. године. Режирао га је Бранко Бауер који је заједно са Крешимир Голиком, Владимир Кохом и Федор Видашом написао и сценарио.

## Радња
Млади студентски пар Мартин и Зорица живе одвојено као подстанари и желе доћи до властитог стана како би могли живети заједно. Док су му газде на путу, Мартин даје у закуп стан у којем живи Талијану Карминеу и његовој ћерки шипарици, како би зарадио неке новце. Преко стрица долази до везе која би му требала омогућити куповину стана у новоградњи, несвестан да је та 'веза' заправо преварант...

## Улоге
| Глумац          | Улога                           |
| --------------- | ------------------------------- |
| Борис Дворник   | Мартин Барић                    |
| Љубица Јовић    | Зорица                          |
| Јожа Шеб        | Вјенцеслав Барић                |
| Антун Налис     | Кармине                         |
| Брацо Реис      | Роберт Еуген Мразек зван Кликер |
| Љерка Прекратић | Марцела                         |
| Лила Андрес     |                                 |
| Нела Ержишник   | Преварена жена                  |
| Рикард Симонели | Дарко                           |
| Вера Мишита     | Даркова познаница               |

Остале улоге  ▼
| Глумац          | Улога                                |
| --------------- | ------------------------------------ |
| Фахро Коњхоџић  | Хрвоје                               |
| Мато Петричић   |                                      |
| Јозо Петричић   |                                      |
| Јосип Мароти    | Пројектант                           |
| Санда Фидершег  | Пазикућа                             |
| Ђурђа Сегедин   | Зоричина газдарица (као Ђурђа Девић) |
| Тихомир Поланец | Хрвојев Колега                       |
| Златко Црнковић | Инспектор                            |

Комплетна филмска екипа  ▼
| Редитељ                   | Бранко Бауер         |                                 |
| Сценариста                | Бранко Бауер         | (адаптација)                    |
| Сценариста                | Крешимир Голик       | (адаптација)                    |
| Сценариста                | Крешимир Голик       |                                 |
| Сценариста                | Владимир Кох         | (адаптација)                    |
| Сценариста                | Федор Видаш          |                                 |
| Композитор                | Александар Бубановић |                                 |
| Директор фотографије      | Бранко Блажина       | директор фотографије            |
| Монтажер                  | Блаженка Јенчик      |                                 |
| Сценограф                 | Владимир Тадеј       |                                 |
| Уметнички директор        | Тања Франкол         |                                 |
| Костимограф               | Бранка Шолдо         |                                 |
| Одсек за шминку           | Дује Дупланчић       | шминкер                         |
| Одсек за шминку           | Лојзика Гал          | шминкерка                       |
| Одсек за шминку           | Нада Матијашић       | фризер                          |
| Менаџер продукције        | Стипе Гурдулић       | директор филма                  |
| Менаџер продукције        | Бошко Митровић       | вођа снимања                    |
| Менаџер продукције        | Ивица Врховац        | помоћник организатора           |
| Помоћник режије           | Славко Андрес        | други помоћник редитеља         |
| Помоћник режије           | Крешимир Голик       | помоћник редитеља               |
| Помоћник режије           | Бранко Шолдо         | први помоћник редитеља          |
| Уметнички одсек           | Јосип Хагендорфер    | асистент сценографа             |
| Уметнички одсек           | Бранко Хундић        | асистент сценографа             |
| Уметнички одсек           | Петар Ловрић         | сценски реквизитер              |
| Уметнички одсек           | Фрањо Лундек         | сценски реквизитер              |
| Уметнички одсек           | Стево Влаховић       | сценски реквизитер              |
| Одсек за звук             | Федор Јелер          | тон мајстор                     |
| Одсек за камеру и расвету | Миливој Мајнарић     | први асистент сниматеља         |
| Одсек за камеру и расвету | Маријан Марциус      | сценски радник                  |
| Одсек за камеру и расвету | Антун Маркић         | фотограф                        |
| Одсек за камеру и расвету | Стјепан Милић        | Расветљивач                     |
| Одсек за камеру и расвету | Леонид Пискарски     | други асистент камере           |
| Одсек за камеру и расвету | Ивица Рајковић       | фотограф                        |
| Одсек за камеру и расвету | Миливој Визинтин     | први асистент сниматеља         |
| Одсек за камеру и расвету | Фрањо Жагар          | техничар за осветљење           |
| Одсек за камеру и расвету | Жељко Зерјав         | сценски мајстор                 |
| Одсек за костим           | Марко Церовац        | набављач                        |
| Одсек за костим           | Милица Чевид         | гардеробер                      |
| Одсек за костим           | Драго Хабазин        | гардеробер (као Хабазин Драган) |
| Одсек за монтажу          | Иванка Гуложнић      | асистент монтажера              |
| Музички одсек             | Лидија Јојић         | музички уредник                 |
| Остала екипа              | Нада Маркић          | секретар режије                 |